# طواف سويسرا 2003
طواف سويسرا 2003 (بالإنجليزية: 2003 Tour de Suisse)‏ هو سباق دراجات هوائية، وهو الموسم رقم 67 من السباق، وأقيم خلال الفترة 16 يونيو 2003، وحتى 25 يونيو 2003، وهو من نوع سباق المرحلة.
فاز فيه بالمركز الأول أليكساندر فينوكوروف، وبالمركز الثاني جوزيبي جويريني، وبالمركز الثالث أوسكار بريرو، والفائز في ترتيب التسلق  أليكساندر فينوكوروف، والفائز حسب ترتيب النقاط Filippo Simeoni ‏.

## الفائزون
| الترتيب    | الفائز              |
| ---------- | ------------------- |
| الفائز     | أليكساندر فينوكوروف |
| الثاني     | جوزيبي جويريني      |
| الثالث     | أوسكار بريرو        |
| حسب النقاط | أليكساندر فينوكوروف |
| تسلق الجبل | Filippo Simeoni ‏    |